# La Celle-Saint-Avant
La Celle-Saint-Avant – miejscowość i gmina we Francji, w Regionie Centralnym, w departamencie Indre i Loara.
Według danych na rok 1990 gminę zamieszkiwało 1097 osób, a gęstość zaludnienia wynosiła 62 osoby/km² (wśród 1842 gmin Regionu Centralnego La Celle-Saint-Avant plasuje się na 357. miejscu pod względem liczby ludności, natomiast pod względem powierzchni na miejscu 759.).